# Numbers (Lost)
 For alternative betydninger, se Numbers. (Se også artikler, som begynder med Numbers)
"Numbers" er det attende afsnit af tv-serien Lost. Episoden blev instrueret af Dan Attias og skrevet af David Fury & Brent Fletcher. Det blev første gang udsendt 2. marts 2005, og karakteren Hugo "Hurley" Reyes vises i afsnittets flashbacks.